# Житловий комплекс «Панорамний»
Житловий комплекс «Панорамний» — 26/25-поверхові вежі-хмарочоси в Донецьку.

## Характеристики
- У вежах встановлено 10 ліфтів. З них: 6 швидкістних пасажирських, 2 вантажно-пасажирські і 2 ліфти, що спускаються в підземний паркінг.

- Автономна котельня, розміщена на технічному поверсі будівлі.

- Система вентиляції з вбудованими у вентканали оцинкованими трубами, з протипожежними клапанами на вході в кожну квартиру.

- Обов'язкове аварійне освітлення всіх громадських приміщень будівлі.

- Цілодобова система відеоспостереження вхідної групи і в'їзду в паркінг.

- Індивідуальні прилади обліку електроенергії, тепло, гарячої і холодної води для кожної квартири розміщені в спеціальних комунікаційних нішах на поверховому майданчику.

- Встановлені в квартирах радіатори конвекторного типа Purmo (Німеччина) з терморегулятором, дозволяють самостійно регулювати бажаний рівень температури в квартирі.

- Потужний енергоресурс (питоме розрахункове навантаження до 16кВт) і трифазне мідне електропостачання, дозволяють не позбавляти себе зручності користування необхідними електроприладами.